# Bernard II de Portes
Pour les articles homonymes, voir Saint Bernard, Bernard II et Bernard de Portes.
Ne doit pas être confondu avec Bernard Ier de Portes.
Bernard II de Portes, mort probablement le 16 décembre 1152 à la chartreuse de Portes, en est le second prieur de 1147 à 1148. Il est évêque de Belley de 1136 à 1140 sous le nom de Bernard Ier de Belley. L'Église catholique le reconnaît comme le bienheureux Bernard de Portes. Son amitié avec Bernard de Clairvaux est connue par les lettres de celui-ci.

## Biographie
Né dans une famille qui avait une terre là où fut bâtie la chartreuse de Portes, il entre au monastère en 1127, au moment où l'abbé Bernard de Clairvaux vient visiter l'endroit. Leur amitié est connue par les lettres de celui-ci, celles du prieur de Portes étant perdues. En 1135, c'est à Bernard des Portes qu'il envoie son commentaires sur le Cantique des cantiques, en remerciement des encouragements prodigués pour le finaliser.
En raison de sa réputation très sainte, le pape Innocent II le nomme à un évêché en Lombardie, mais Bernard de Portes est de santé fragile et hésite à y aller. C'est Bernard de Clairvaux qui se charge d'écrire au souverain pontife, afin que son ami puisse avoir la charge d'un évêché plus calme et plus proche. Le pape accepte et lui donne la charge d'évêque de Belley en 1136. Durant son épiscopat, Bernard donne la prêtrise à Anthelme de Chignin, futur prieur de la Grande Chartreuse et évêque de Belley plusieurs années après.
En 1147, il devient prieur de la chartreuse de Portes, après la démission de Bernard Ier, charge qu'il abandonne l'année d'après.
L'ouvrage Histoire hagiologique de Belley (1834) indique sa mort, d'après un ancien catalogue de la Grande Chartreuse, le 16 décembre 1152 à la chartreuse de Portes, et Bernard Ier reprend la charge. 

## Béatification
Bernard II est béatifié par la tradition populaire et fêté localement le 16 décembre, jour de son entrée au Ciel selon la croyance chrétienne.